# 生物経済
生物経済（Biobased economy、 bioeconomy もしくは biotechonomy）とは、生物工学（言い方を変えると遺伝学、分子生物学、生物化学等と、それらの応用技術）を活用した経済活動全般を指す用語である。

## 生物経済の影響分野
バイオテクノロジー産業の発展と、それらの農業、健康、化学、エネルギー産業への応用は、生物経済活動の典型例である。
- 医療（再生医学、創薬など）
- 食料（遺伝子組み換え作物、植物工場など）
- 化学（バイオプラスチック、バイオ燃料など）
- 発電・熱利用（発酵などのガス利用など）

## 生物経済の将来
2012年にバラク・オバマ大統領は『国家生物経済の青写真』（National Bioeconomy Blueprint）で、生物工学の利用を奨励した。また、開発機関、国際機関、バイオテクノロジー企業の発展と広がりにより、この用語と概念が用いられる機会は益々増えると考えられる。